# Ancylorhynchus bicolor
Ancylorhynchus bicolor är en tvåvingeart som först beskrevs av Becker och Stein 1913.  Ancylorhynchus bicolor ingår i släktet Ancylorhynchus och familjen rovflugor. Inga underarter finns listade i Catalogue of Life.